# 193 a.C.

## Eventos
- Lúcio Cornélio Merula e Quinto Minúcio Termo, cônsules romanos.
- Batalha de Mutina - Merula derrota os boios numa batalha na qual os romanos sofreram pesadas perdas.
- Os Lusitanos, revoltados contra a dominação romana da Península Ibérica, iniciam a resistência armada.